# Karol Kállay
Karol Kállay (26. dubna 1926, Čadca – 4. srpna 2012) byl slovenský umělecký fotograf a dokumentarista.

## Životopis
Amatérsky začal fotografovat po skončení gymnázia v Trenčíně a v Ružomberku. Je autorem reportážních fotografických cyklů, monotematických publikací a fotografií módního odívání pro řadu časopisů. Jistou dobu působil i v kinematografii jako asistent režiséra, např. i filmu Čertova stena.
Vystudoval Vysokou školu ekonomickou a Univerzitu Komenského v Bratislavě. Od roku 1945 fotografoval profesionálně. Roku 1954 vydal svoji první knihu. Je členem Mezinárodní federace umělecké fotografie (FIAP) a držitel titulu EFIAP (Excellence de la Féderation Internationale de l'Art Photographique). V roce 1992 získal cenu redakce magazínu GEO – Fotograf roku.